# دوارة كارين القصيرة
دوارة كارين القصيرة (الاسم العلمي:Karenia brevis) هي نوع من السوطيات الدوارة تتبع جنس دوارة كارين من فصيلة المتقوصرات.